# (4216) Neunkirchen
(4216) Neunkirchen (1988 AF5) – planetoida z pasa głównego asteroid okrążająca Słońce w ciągu 3,62 lat w średniej odległości 2,36 j.a. Odkryta 14 stycznia 1988 roku.